# Jean Magnon
Pour les articles homonymes, voir Magnon.
Jean Magnon est un auteur dramatique et poète français, baptisé le 10 octobre 1620 à Tournus, mort assassiné à Paris le 17 avril 1662.

## Œuvres
- Artaxerxe, Paris : C. Besongne, 1645.
- Josaphat, Paris : A. de Sommaville, 1647.
- Sejanus, Paris : A. de Sommaville, 1647.
- Le grand Tamerlan et Bajazet, Paris : T. Quinet, 1648.
- Le mariage d'Oroondate et de Statira ou la conclusion de Cassandre, 1648.
- Jeanne de Naples, 1656.

### Édition de référence
- Jean Magnon, Théâtre complet. Édité par Bernard J. Bourque, Tübingen, Narr Francke Attempto Verlag GmbH + Co. KG, 2020.

### Citation
« Jean Magnon, poëte français très médiocre, entreprit la Science universelle, compilation immense, « mais si bien conçue « et si bien expliquée, que les bibliothèques « ne devaient plus servir que d'un ornement « inutile. » Il venait d'en mettre le premier volume sous presse, à Paris, en 1663, in-8", sous le titre de la Science universelle, en vers héroïques, lorsqu'il fut assassiné par des voleurs sur le Pont-neuf (Paris, France) vers la fin d'avril 1662. »

— Agricol-Joseph-François-Xavier-Pierre-Esprit-Simon-Paul-Antoine, Fortia d'Urban, Nouveau sistême de bibliographie alfabétique, Paris, Le Bègue, 1822, p. 22-23.

### Ouvrages de référence
- Gabriel Jeanton, Notes sur la vie et l'assassinat de Jean Magnon, de Tournus, poète et historiographe du roi: 1620-1662, 1917.
- (en) Henry Carrington Lancaster, A History of French dramatic Literature in the seventeenth century, Part II : The Period of Corneille (1635-1651), New York, Gordian Press, 1966 (1re éd. 1932), 804 p.